# کریستی اوچیبه
کریستی اوچیبه (انگلیسی: Christy Ucheibe؛ زادهٔ ۲۵ دسامبر ۲۰۰۰) بازیکن فوتبال اهل نیجریه است.
وی همچنین در تیم‌های ملی فوتبال Nigeria women's national under-17 football team و Nigeria women's national under-20 football team بازی کرده‌است.